# Geisterflughafen

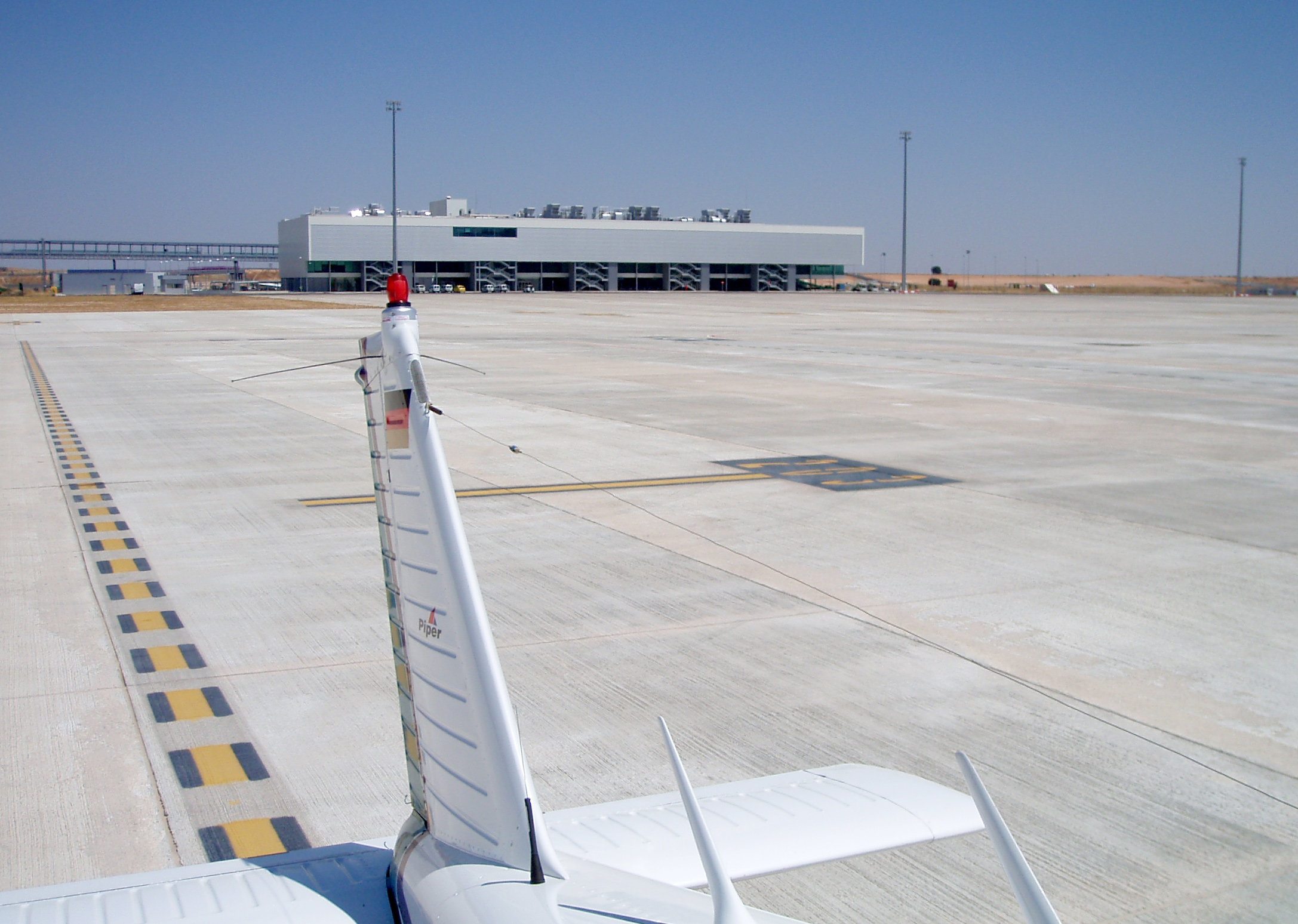
Flughafen Ciudad Real vor Stilllegung

Geisterflughafen ist eine Bezeichnung für einen Flughafen, der baulich in weitgehend betriebsbereitem Zustand ist, aber wegen fehlenden Nutzerinteresses nie in Betrieb genommen wurde oder nur in sehr geringem Umfang gewerbliche Flüge abwickelt.
Im Gegensatz zu anderen kleinen und wenig genutzten Flughäfen wurden Geisterflughäfen für ein weitaus größeres Volumen an Passagieren und Flugaufkommen errichtet, als tatsächlich erreicht werden konnte, so dass sie – wie Geisterstädte – leer und verlassen wirken. Wegen der ausbleibenden Verkehrsströme lassen sich die hohen Ausgaben für die Flughafenbauten rein wirtschaftlich oft nicht rechtfertigen.
Es handelt sich zumindest zum Teil um Investitionsruinen.
Für andere Bedeutungen des Begriffs siehe den entsprechenden Abschnitt unten.

## Ursachen

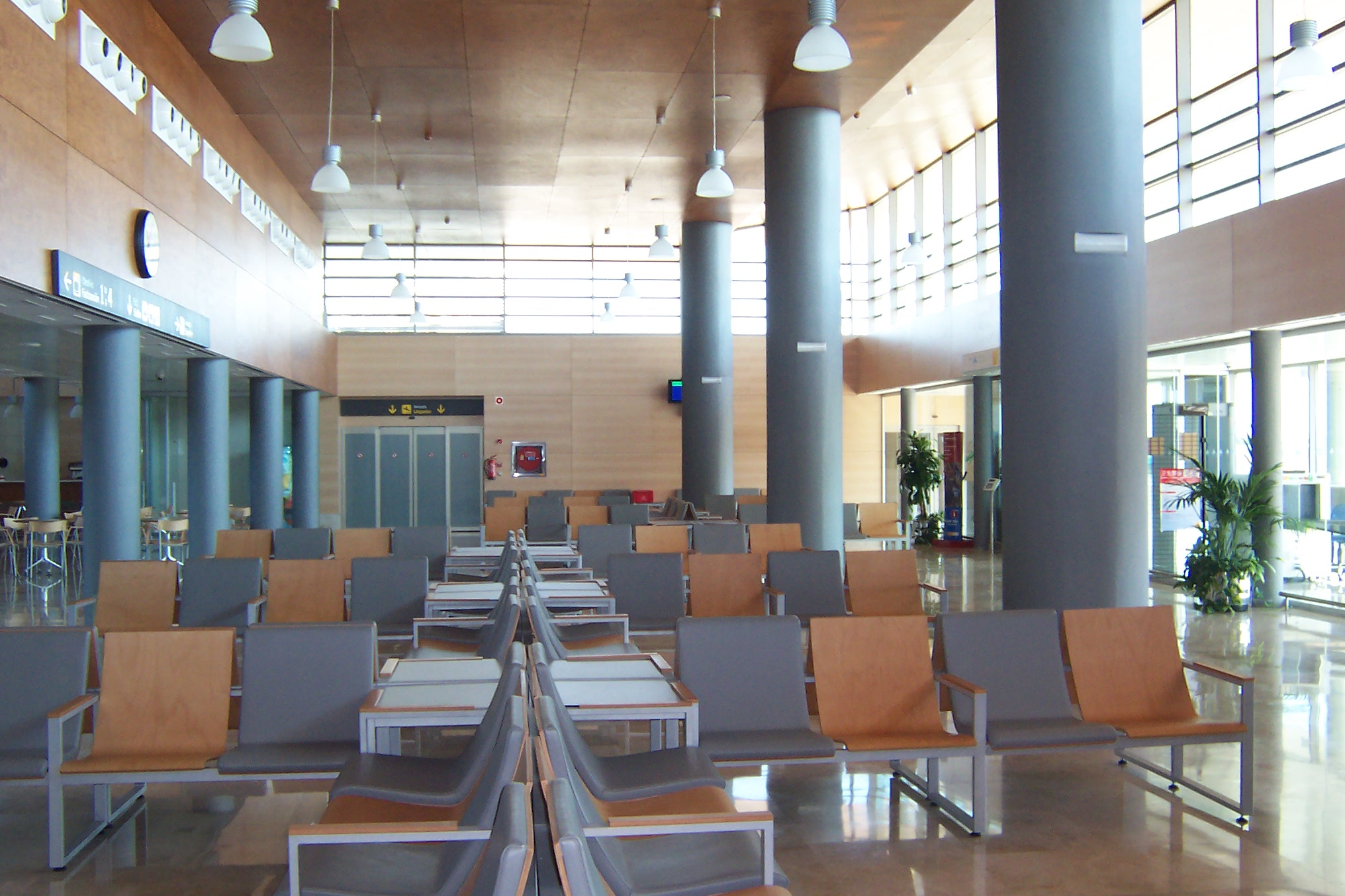
Leere Terminals: Flughafen Albacete

Geisterflughäfen sind üblicherweise das Resultat von Fehlplanungen, die auf nicht verwirklichten Konjunkturprognosen oder ausbleibenden Touristenströmen, die zu optimistisch geschätzt wurden, basieren. Gerade in Spanien wird oft die Wirtschaftskrise als Ursache genannt, wegen der zum Teil auch weniger in Tourismusprojekte, die die Grundlage neuer Touristenströme hätten bilden sollen, investiert wurde. Teilweise sollen die Projekte auch als Folge von Korruption in Auftrag gegeben worden sein. Eine Untersuchung zeigte, dass die Europäische Union zwischen 2007 und 2013 viele Flughafenprojekte unterstützt hatte, die überdimensioniert waren oder gar nicht benötigt wurden. Viele dieser Flughäfen seien zu nahe bei bestehenden Flughäfen, um profitabel betrieben werden zu können, und es fehlte oft an einer überregionalen oder nationalen Koordination.

Andere Flughäfen wie der Flughafen Kukës in Albanien, der von einem arabischen Scheich geschenkt wurde, können aus rechtlichen Gründen keinen Linienbetrieb anbieten. Das Schicksal eines Geisterflughafens könnte auch dem Spaceport America widerfahren.

## Beispiele
| Flughafen                                | Stadt                        | Land                   | Bauende | Betriebsdauer Linienverkehr    | Investitionssumme | Passagiere            |
| ---------------------------------------- | ---------------------------- | ---------------------- | ------- | ------------------------------ | ----------------- | --------------------- |
| Flughafen Albacete                       | Albacete                     | Spanien                | 2003    | 2003–2014                      | ?                 | 1211 (2013)           |
| Flughafen Aşgabat                        | Aşgabat                      | Turkmenistan           | 2016    | seit 1994                      | € 1.830 Mio.      | –                     |
| Flughafen Beja                           | Beja                         | Portugal               | 2011    | –                              | € 33 Mio.         | 5044 (bis April 2013) |
| Branson Airport                          | Branson (Missouri)           | Vereinigte Staaten     | 2009    | 2009–2016 2018–2023            | US$ 155 Mio.      | 2596 (2023)           |
| Flughafen Burgos                         | Burgos                       | Spanien                | 2008    | seit 2008                      | € 45 Mio.         | 18.905 (2013)         |
| Flughafen Castellón                      | Castellón de la Plana        | Spanien                | 2011    | –                              | € 150 Mio.        | 0                     |
| Flughafen Ciudad Real                    | Ciudad Real                  | Spanien                | 2008    | 2008–2012                      | € 1.100 Mio.      | 35.000 (2010)         |
| Flughafen Córdoba                        | Córdoba                      | Spanien                | 2008    | 2008                           | € 85 Mio.         | 6956 (2013)           |
| Flughafen Huesca-Pirineos                | Huesca                       | Spanien                | 2007    | 2007–2011                      | € 40 Mio.         | 273 (2013)            |
| Flughafen Kassel-Calden                  | Kassel                       | Deutschland            | 2013    | seit 2013                      | € 270 Mio.        | 69.810 (2017)         |
| Flughafen Kukës                          | Kukës                        | Albanien               | 2007    | 2021–2023                      | € 45 Mio.         | ?                     |
| Flughafen Lleida-Alguaire                | Lleida                       | Spanien                | 2010    | seit 2010                      | € 95 Mio.         | 33.041 (2012)         |
| Władysław-Reymont-Flughafen Łódź         | Łódź                         | Polen                  | 2012    | seit 1997                      | € 46,6 Mio.       | 237.591 (2014)        |
| Flughafen Lublin-Świdnik                 | Lublin                       | Polen                  | 2012    | seit 2012                      | € 97,5 Mio.       | 187.595 (2014)        |
| Flughafen Mattala Rajapaksa              | Mattala, Distrikt Hambantota | Sri Lanka              | 2013    | seit 2013                      | US$ 210 Mio.      | 20.474 (2014)         |
| Flughafen Montreal-Mirabel               | Montreal                     | Kanada                 | 1975    | 1975–2004                      | CAN$ 500 Mio.     | 0 (seit 2005)         |
| Flughafen Región de Murcia International | Murcia                       | Spanien                | 2012    | –                              | € 250 Mio.        | 0                     |
| Flughafen San Bernardino                 | San Bernardino               | Vereinigte Staaten     | 2011    | –                              | US$ 220 Mio.      | 201 (2013)            |
| Flughafen Sheffield City                 | Sheffield                    | Vereinigtes Königreich | 1997    | 1997–2002                      | £ 12,5 Mio.       | 33.000 (2000)         |
| Flughafen Tartu                          | Tartu                        | Estland                | 2013    | seit 2009                      | € 7,7 Mio.        | 13.717 (2013)         |
| Flughafen Yangyang                       | Gangneung                    | Südkorea               | 2002    | 2002–2008; Wiederaufnahme 2010 | US$ 400 Mio.      | 5748 (2011)           |
| Flughafen Hengchun                       | Hengchun, Landkreis Pingtung | Taiwan                 | 2004    | 2004–2014                      | € 15,2 Mio.       | 0 (2016)              |

## Geisterterminals
Andernorts stehen nicht ganze Flughäfen still, aber es wurden Teile von Terminals geschlossen. Beim Flughafen Fuerteventura ist zum Beispiel ein Viertel der Gates stillgelegt, weil der letzte Ausbau um 14 Gates, von der EU mit € 21 Millionen unterstützt, weit größer ausgefallen war als notwendig.

## Andere Bedeutungen
Gelegentlich wird auch von Geisterflughäfen gesprochen, wenn es sich um Flughäfen mit sehr großer Verzögerung in der Bauphase handelt. Dazu zählen beispielsweise der Flughafen Berlin Brandenburg (Deutschland) mit 14 Jahren sowie der Hamad International Airport (Katar) mit fünfjähriger Verzögerung der Eröffnung.

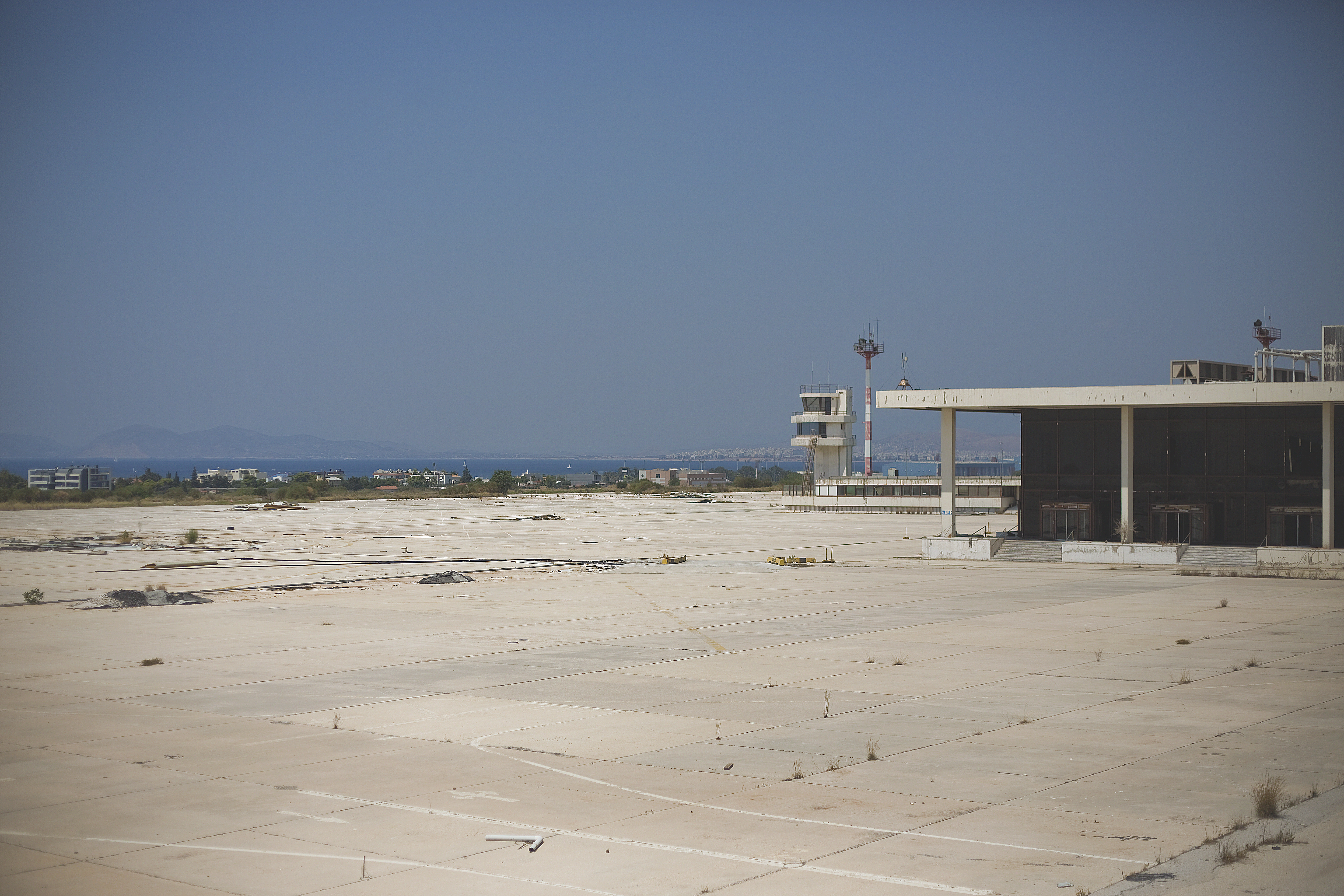
Flughafen Athen-Ellinikon im Jahr 2014, mehr als 13 Jahre nach Stilllegung

In den USA werden mit Geisterflughafen meist stillgelegte Flugplätze bezeichnet. Es gibt weltweit Flughäfen, die (noch) nicht zurückgebaut oder keiner anderen Nutzung zugeführt werden konnten, der Stillstand aber nicht auf Fehlplanung beruht. Die Ursachen können vielfältig sein, zum Beispiel wenn Flughäfen durch neue ersetzt werden und die zukünftige Nutzung noch unklar ist wie beim Flughafen Athen-Ellinikon oder beim Durban International Airport. Andere Flughäfen sind wegen Konflikten ungenutzt, so der Flughafen Nikosia, der wegen des Zypernkonflikts nicht mehr betrieben werden kann, und der Flughafen Gaza, der 2001 während der Zweiten Intifada nach nur wenig mehr als zwei Betriebsjahren vom israelischen Militär zerstört worden ist. Einige Flugplätze werden bewusst nicht weiter zurückgebaut und sind noch erkennbar, so der Galeville Military Airport im Ulster County, New York, der 1994 stillgelegt und einige Jahre später zum Vogelschutzgebiet Shawangunk Grasslands National Wildlife Refuge erklärt wurde. Auch das vom amerikanischen Militär 2003 geräumte Johnston-Atoll mit seinem Flughafen wurde in ein Naturschutzgebiet umgewandelt.
Auch Flughäfen, die vor der Schließung stehen, können sich zu Geisterflughäfen entwickeln, weil sie von vielen Airlines nicht mehr genutzt werden. So verabschiedeten sich die meisten Airlines früher als geplant vom Greater Southwest International Airport bei Fort Worth, nachdem die Planung für den Flughafen Dallas/Fort Worth begonnen hatte.